# 교호 대기근

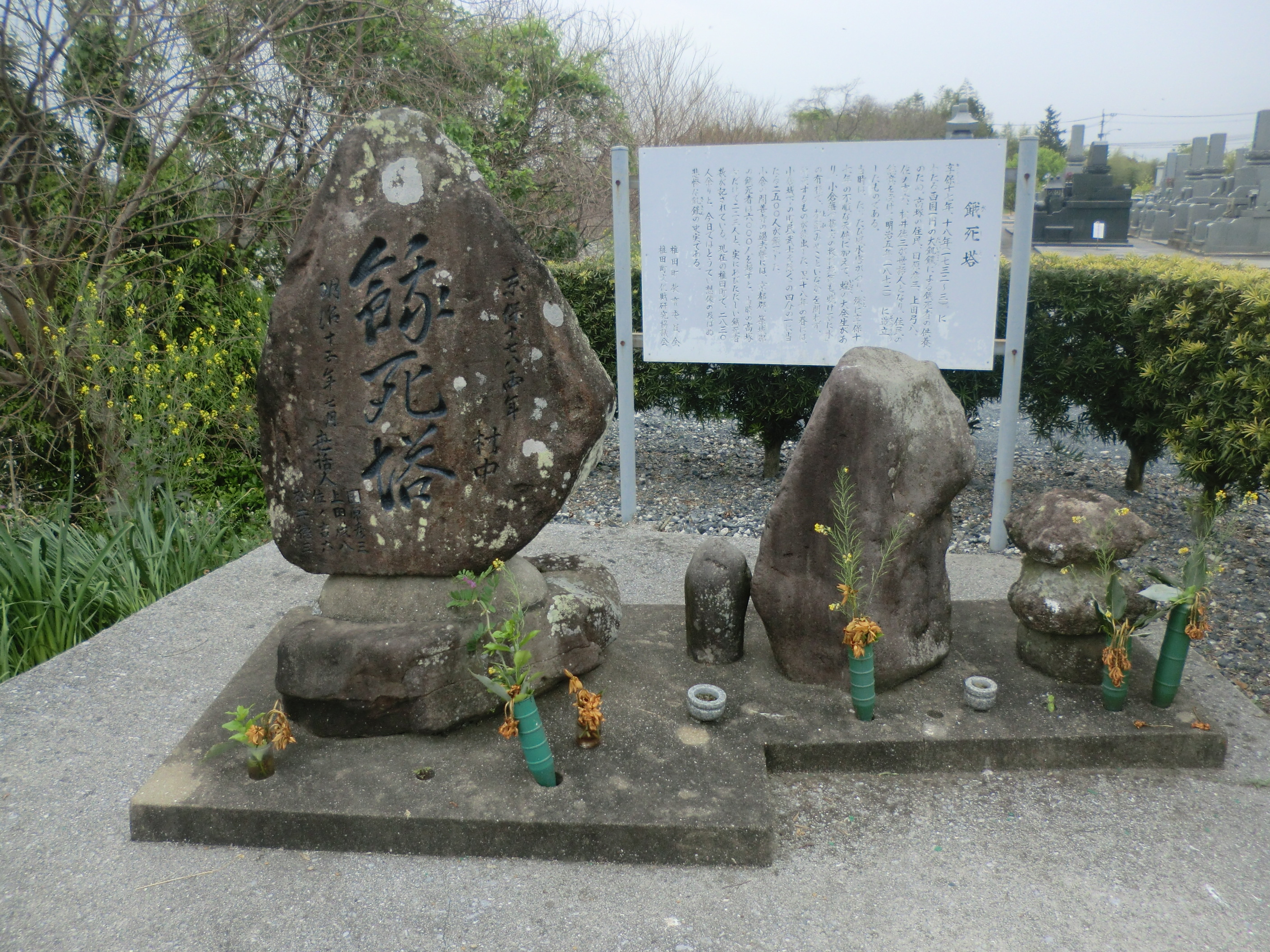

교호 대기근(일본어: 享保の大飢饉)은 에도 시대 중기에 일어난 기근이다. 에도 4대 기근 중 하나로 꼽힌다.

## 개요
1731년(교호 16년) 말부터 날씨가 나빴고, 새해도 악천후가 계속되었다.
1732년(교호 17년) 여름, 냉하와 해충에 의해 주고쿠 · 시코쿠 · 규슈 지방 의 서일본 각 지역에 그 중에서도 특히 세토나이카이 연안 일대가 흉작을 입었다. 장마가 약 2개월 동안 계속되어 냉하를 가져왔다. 따라서 흰등멸구 등의 해충이 벼농사에 막대한 피해를 가져왔고, 황해(蝗害)로 기록되었다.
서일본 여러 번 중 46개 번에 걸치는 피해 지역을 가져왔다. 46개 번의 총 수확량은 236만석이었지만, 당해의 수확은 불과 27% 미만의 63만석 정도였다. 아사자는 12,000명(각 번이 막부에 적게 보고했다는 설이 있음)에 달했다. (덕천실기(徳川実紀)에 따르면 아사자는 969,900명) 또한 250만 여명의 사람들이 고통 받았다고 전한다. 또한 1733년(교호 18년) 정월에 기근에 따른 쌀값 상승에 성난 에도의 백성들이 부잣집을 때려부순 교호의 부치코와시(享保の打ちこわし)가 일어났을 정도였다.

## 기타
최대의 흉작에 빠진 내해에서는 오미시마(大三島)만은 농민 시타미키치주로(下見吉十郎)가 가져온 고구마로 인해 아사자를 내지 않았고, 오히려 남은 쌀을 마쓰야마 번에 헌상할 여유가 있었다. 이 기근을 교훈 삼아 당시의 장군 도쿠가와 요시무네는 쌀 이외의 곡물의 재배를 장려하고, 시작을 명령받은 아오키 콘요오(青木昆陽) 등에 의해 동일본 각지에 기근 대책 작물로 고구마 재배가 널리 보급되었다.

## 같이 보기
- 에도 4대 기근